# Aboubakar Tetnap Nsangou
Aboubakar Sidick Tetnap Nsangou (* 3. September 1995) ist ein kamerunischer Sprinter, der sich auf den 400-Meter-Lauf spezialisiert hat und in dieser Disziplin den kamerunischen Landesrekord innehat.

## Sportliche Laufbahn
Erste internationale Erfahrungen sammelte Aboubakar Tetnap Nsangou 2018 bei den Afrikameisterschaften in Asaba, bei denen er im 400-Meter-Lauf bis in das Halbfinale gelangte und dort mit 46,84 s ausschied. Zudem belegte er mit der kamerunischen 4-mal-100-Meter-Staffel in 39,93 s den siebten Platz und wurde mit der 4-mal-400-Meter-Staffel im Vorlauf disqualifiziert. Im Jahr darauf schied er bei den Afrikaspielen in Rabat mit 48,06 s in der ersten Runde aus und belegte mit der 4-mal-100-Meter-Staffel in 40,12 s den siebten Platz. 2022 schied er bei den Commonwealth Games in Birmingham mit 48,47 s in der Vorrunde über 400 Meter aus und anschließend gelangte er bei den Islamic Solidarity Games in Konya mit 39,51 s auf Rang sieben in der 4-mal-100-Meter-Staffel und wurde in der Mixed-Staffel über 4-mal 400 Meter in 3:28,72 min Vierter.
In den Jahren 2019 und 2021 wurde Tetndap kamerunischer Meister im 400-Meter-Lauf.

## Bestleistungen
- 200 Meter: 21,03 s (−0,4 m/s), 1. Mai 2022 in Yaoundé
- 400 Meter: 46,03 s, 23. Juni 2018 in Yaoundé (kamerunischer Rekord)